# Maxomys moi
Maxomys moi је врста глодара из породице мишева (лат. Muridae).

## Распрострањење
Врста је присутна у Вијетнаму и Лаосу.

## Станиште
Врста Maxomys moi има станиште на копну.

## Угроженост
Ова врста није угрожена, и наведена је као последња брига јер има широко распрострањење.

### Популациони тренд
Популација ове врсте се смањује, судећи по расположивим подацима.